# Economia da Áustria
Áustria, com a sua economia social de mercado e alto padrão de vida, tem ligações estreitas com outros países da União Europeia, em especial a Alemanha. Tem um forte setor de serviços, um expressivo setor industrial e um setor agrícola pequeno, porém desenvolvido. Apesar da forte presença do Estado na economia, na última década ocorreu algumas privatizações para fazer adequações econômicas compatíveis com os países membros da União Europeia.[carece de fontes?] Depois de vários anos de forte demanda pelas exportações austríacas e de um grande crescimento do nível de emprego, a crise econômica mundial de 2008 trouxe uma recessão profunda, mas de curta duração. A economia retraiu 3,9% em 2009 mas registrou um crescimento de 2% em 2010. O país é o 19.º no ranking de competitividade do Fórum Econômico Mundial.
- Moeda: euro, que substituiu o xelim em 2002.

## Setor secundário

### Indústrias
Indústria: cimento, produtos químicos, equipamentos elétricos, madeira, móveis, vidro, ferro e aço, artigos de couro, veículos motorizados, instrumentos ópticos, papel e polpa, alimentos e bebidas, tecidos e roupas.
Exportação: gado, vacas, ovelhas e cavalos, papel e polpa, tecidos, maquinaria, eletricidade e magnesita.